# Sormane (distrito)
Sormane (em árabe: صرمان; romaniz.: Sorman/Surman)  foi um distrito da Líbia com capital em Sormane. Foi criada em 1983 na reforma territorial daquele ano e existiu até 1987, quando nova reforma foi conduzida pelo governo e seu território foi fundido ao de Zauia. Em 1998, sua região foi fundida ao distrito de Sábrata e formou o distrito de Sábrata e Sormane.